# オランダミミナグサ
オランダミミナグサ（和蘭耳菜草、学名: Cerastium glomeratum）は、ナデシコ科ミミナグサ属の植物。小柄な一年草の雑草である。ヨーロッパ原産で、外来種（帰化植物）として世界中に分布している。

## 形態・生態
全体に毛が生えている。茎は直立し、さじ型の葉を対生する。茎は上に向けて二叉分枝し、先端に集散花序をつける。花弁の先は2裂しているが、開いていることが少ない。
花弁は5枚で、色は白い。建物の壁近くに生えることが多い。

植物の習慣
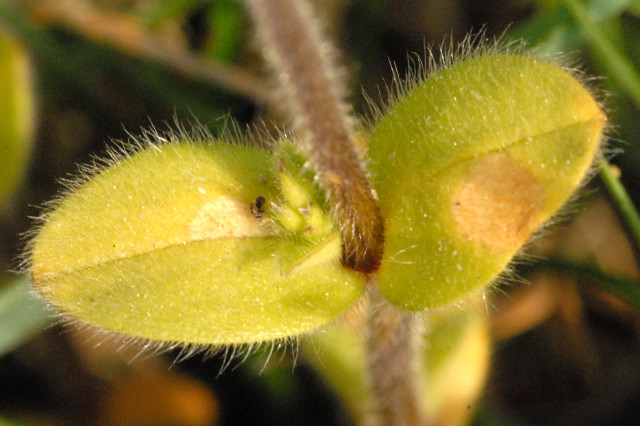
葉
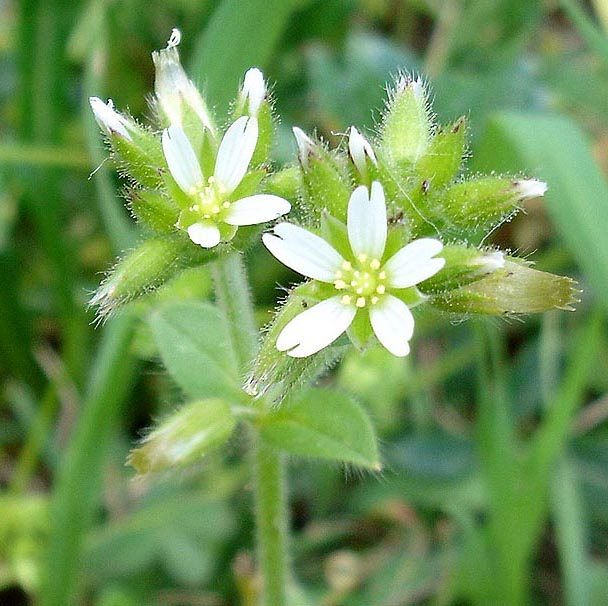
花
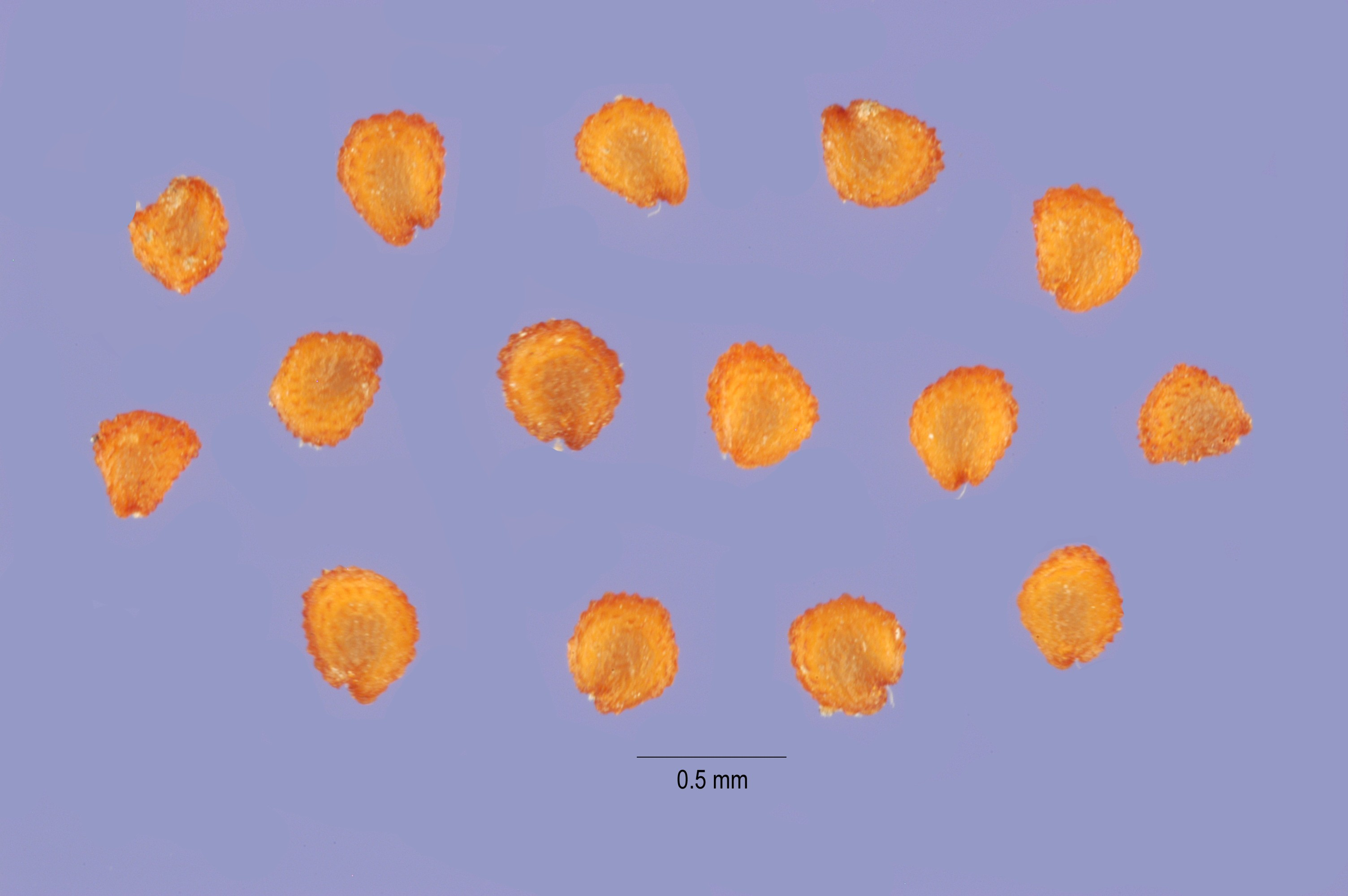
種子

## 分布
ヨーロッパを原産地とする。北アフリカ、アジア（日本を含む）、オセアニア、北アメリカ、南アメリカに移入分布する。

## 近縁種
- ミミナグサ（Cerastium holosteoides var. hallaisanense） - 日本在来種。現在では山間部などに見られる。オランダミミナグサによく似ているが、やや花がまばらであること、葉が赤みを帯びることなどで見分けられる。